# Asbestopluma
Asbestopluma  es un género de esponjas de mar de la clase Demospongiae. Presentan la peculiaridad de ser carnívoras en el sentido estricto. Es decir, tienen modificado su cuerpo para atrapar con sus espículas pequeños organismos. Viven en fondos oceánicos y cuevas submarinas. Su peculiaridades etológicas provocaron una controversia en sí deben encuadrarse como esponjas o no.